# Plac Zwycięstwa w Niepołomicach
Plac Zwycięstwa – plac w Niepołomicach, na terenie osiedla administracyjnego Śródmieście. Znajduje się on w ścisłym centrum miasta, około 200 m na zachód od Zamku Królewskiego.
Plac Zwycięstwa ma kształt prostokąta o bokach 100 m x 35 m. Z placu wychodzą cztery ulice: Tadeusza Kościuszki, 3 Maja, Szeroka oraz krótki bezimienny przesmyk, łączący jego południową część z Rynkiem.
Plac ukształtował się po lokacji miasta w 1776 r. Pierwotnie zabudowę wschodniej pierzei placu stanowiły drewniane, parterowe kamieniczki, natomiast pierzeje: południową i zachodnią zajmowały wolnostojące chałupy. W okresie międzywojennym przy placu znajdowało się kilkanaście punktów handlowych i usługowych, będących w większości w rękach żydowskich mieszkańców miasta. W 1903 r. w północno-zachodnim narożniku placu wzniesiono w stylu neogotyckim gmach Ratusza. W 1945 r. nadano urzędową nazwę Plac Zwycięstwa. Okres po II wojnie światowej przyniósł także przekształcenia zabudowy. Stała się ona w całości murowana.
Przy placu mieści się Komisariat Policji (nr 7), Dom Zakonny sióstr Augustianek (nr 11) oraz Ratusz, mieszczący siedzibę Urzędu Miasta oraz Urzędu Stanu Cywilnego (nr 13).